# Segretario di legazione
Il segretario di legazione è attualmente il primo grado della carriera diplomatica in Italia.

## Accesso
I vincitori del concorso diplomatico, assunti in servizio in via provvisoria, vengono nominati con decreto del Ministro degli Affari Esteri segretari di legazione in prova per prestare servizio di prova come stabilito dall'articolo 103 del DPR 5 gennaio 1967, n. 18. 
La ratio della prova deriva da un lato dalla necessità da parte dell'Amministrazione di verificare il possesso da parte del vincitore del concorso di tutte le caratteristiche necessarie al fine della successiva conferma nei ruoli, dall'altro ha lo scopo di permettere al giovane diplomatico la possibilità di valutare la propria effettiva volontà di accedere alla carriera diplomatica.
Durante i nove mesi di prova i segretari di legazione in prova vengono assegnati ad un Ufficio del Ministero e contemporaneamente seguono un corso di formazione presso l'ormai soppresso Istituto diplomatico su temi come l'Unione europea, la promozione del sistema Paese, la Cooperazione allo sviluppo, il Cerimoniale etc. Solitamente, per favorire una più completa comprensione della complessa macchina organizzativa del Ministero degli Affari Esteri, durante la prova i segretari di legazione passano un periodo variabile fino a quattro mesi in un secondo Ufficio, preferibilmente presso una Direzione Generale diversa rispetto a quella di prima assegnazione, ed un mese presso un'ambasciata o un consolato italiano nel mondo dove compiono la loro prima esperienza all'estero.
Dal 2003 al 2023 l'Istituto diplomatico ha assegnato ad ogni corso di formazione per segretari di legazione in prova il nome di un illustre diplomatico o di un Ministro degli esteri: 
- Concorso 2003: Corso "Costantino Nigra"
- Concorso 2004: Corso "Emilio Visconti Venosta"
- Concorso 2005: Corso "Carlo Felice Nicolis di Robilant e Corso "Alberto Blanc"
- Concorso 2007: Corso "Giacomo Malvano"
- Concorso 2008: Corso "Antonino di San Giuliano" e Corso "Riccardo Bollati"
- Concorso 2010: Corso "Sidney Sonnino" e Corso "Salvatore Contarini"
- Concorso 2011: Corso "Carlo Sforza"
- Concorso 2012: Corso "Egidio Ortona" e Corso "Renato Prunas"
- Concorso 2013: Corso "Pietro Quaroni"
- Concorso 2014: Corso “Bernardo Attolico” e Corso “Roberto Gaja"
- Concorso 2016: Corso "Attilio Cattani" e Corso "Raffaele Guariglia"
- Concorso 2017: Corso "Carlo De Ferrariis Salzano"
- Concorso 2018: Corso "Carla Zuppetti"
- Concorso 2019: Corso "Roberto Ducci"
- Concorso 2020: Corso "Enzo Perlot"
- Concorso 2021: Corso "Luca Attanasio"
- Concorso 2022: Corso "Francesco Paolo Fulci"
- Concorso 2023: Corso "Tosca Barucco"

## Funzioni
Al termine del periodo di prova, si accede al grado iniziale della carriera, quello di segretario di legazione. L'art. 101 del DPR 18/1967, come modificato dal D. Lgs 85/2000, introduce una sorta di equiparazione dei funzionari appartenenti alla carriera diplomatica alla dirigenza, sebbene le funzioni dirigenziali tipiche, vale a dire quelle relative alla direzione di uffici dirigenziali non generali (Capo Ufficio), conformemente all'art. 16 del DPR 18/1967 sono conferite a funzionari diplomatici di grado non inferiore a consigliere di ambasciata (diplomatico con almeno 14 anni di anzianità). Il medesimo articolo, tuttavia, prevede che per esigenze di servizio possano essere incaricati di svolgere temporaneamente le funzioni di Capo Ufficio anche consiglieri di legazione. Inoltre, per straordinarie e temporanee esigenze di servizio, sulla base di criteri generali stabiliti dal Consiglio di amministrazione, anche segretari di legazione possono essere incaricati di svolgere le funzioni di capo ufficio.